# Roque del Este
Roque del Este (deutsch „Fels im Osten“) ist eine kleine, unbewohnte Felseninsel der politisch zu Spanien gehörenden Kanarischen Inseln im Atlantischen Ozean. Sie gehört zum Chinijo-Archipel nördlich vor Lanzarote und wird dort von der Gemeinde Teguise verwaltet.

## Geografie
Die nur sechs Hektar große, östlichste Insel der Kanaren liegt zwölf Kilometer nordöstlich von Lanzarote. Sie wird durch einen steil und sehr schmal aus dem Atlantik ragenden Schichtvulkan mit einer Länge von etwa 570 Metern und 84 Metern Höhe über dem Meeresspiegel gebildet. Die auffallende Felsformation El Campanario („Glockenturm“) liegt im Nordosten der Insel. In der Nähe befindet sich unter Wasser der Eingang zu einer etwa 100 Meter langen Höhle.

## Naturschutz
Roque del Este gehört, wie der gesamte Chinijo-Archipel, seit Mai 1986 zum Naturschutzgebiet Parque Natural del Archipiélago Chinijo. Die Insel, mit den Nachbarinseln Montaña Clara und Roque del Oeste, wird seit 1994 als Reserva Natural Integral de los Islotes besonders geschützt, das Betreten des Roque del Este ist strengstens verboten, obwohl man bei geringem Seegang bei La Cueva anlegen könnte.
In der erwähnten 100 Meter langen Höhle unterhalb des Wasserspiegels existiert eine reiche Meeresfauna mit einigen seltenen und teils endemischen Arten. Der Roque del Este ist außerdem Zufluchtsort und Brutgebiet für Seevögel.